# Humbert de Silva Candida
Humbert de Silva Candida (n. 1000, Lotharingia – d. 5 mai 1061, Roma, Statele Papale) a fost un călugăr benedictin al mănăstirii Moyenmoutier din Lorena, ridicat ulterior la rangul de cardinal. În calitate de delegat al papei Leon al IX-lea la Constantinopol a publicat pe 16 iulie 1054 în numele acestuia decretul de excomunicare a patriarhului Mihail I Cerularie, act care a accentuat degradarea relațiilor dintre Bisericile Răsăritene și Biserica Romei, proces cunoscut sub numele de Marea Schismă.